# Вервегиу (Салаж)
Вервегиу (рум. Verveghiu) насеље је у Румунији у округу Салаж у општини Добрин. Oпштина се налази на надморској висини од 228 m.

## Становништво
Према подацима из 2002. године у насељу је живело 471 становника.

### Попис2002.
| Расподела становништва по националности 2002.‍ | Расподела становништва по националности 2002.‍ | Расподела становништва по националности 2002.‍ | Расподела становништва по националности 2002.‍ | Расподела становништва по националности 2002.‍ |
| --------------------------------------------- | --------------------------------------------- | --------------------------------------------- | --------------------------------------------- | --------------------------------------------- |
|                                               |                                               |                                               |                                               |                                               |
| Мађари                                        | Мађари                                        |                                               | 442                                           | 94,2%                                         |
| Роми                                          | Роми                                          |                                               | 27                                            | 5,8%                                          |